# Île Bonaventure
Île Bonaventure (ang. Bonaventure Island) – wyspa w regionie Gaspésie–Îles-de-la-Madeleine we wschodniej części prowincji Quebec w Kanadzie, położona w Zatoce Świętego Wawrzyńca naprzeciw miejscowości Percé na końcu półwyspu Gaspésie. Zajmuje powierzchnię 5 km2.
Chociaż wyspa ma tylko 4 km długości, jej skaliste klify stanowią schronienie dla tysięcy gniazdujących głuptaków w okresie od kwietnia do listopada, a także dla alk, mew, mew trójpalczastych i nurzyków.
Wyspa została pierwotnie nazwana Bonne Aventure przez Jacques’a Cartiera, francuskiego żeglarza i odkrywcę. Osiedlił się na niej kapitan Peter Duval, marynarz i korsarz z Jersey. W 1971 roku rząd prowincji Quebec zakupił wyspę, a w 1985 roku została ona uznana za obszar chroniony.